# ドリーム・ポップ
ドリーム・ポップ (Dream pop) とは1980年代から発展したロックのサブジャンルのひとつ。元来はめまいを誘うような浮遊感のある音世界が特徴で、エコーやリバーブ、ディレイ・エフェクトなどを駆使して演奏される。

## 概要

### 起源・特徴
1980年代中盤にコクトー・ツインズやThe PassionsやLowlifeといったポストパンクバンドが、ポップなメロディーを幻想的で官能的なサウンドをもって鳴らしたことがドリーム・ポップの始まりとされている。そういった初期のドリーム・ポップは、ヴェルヴェット・アンダーグラウンドの「日曜の朝」やジョージ・ハリスンの「レット・イット・ダウン」、ジョン・レノンの「夢の夢」といった曲の息遣いの混じったボーカルや雰囲気のあるサウンドに影響を受けていた。特徴としてリフよりも幽玄なムードに焦点を置き、高音域の女性ボーカルや囁くような男性ボーカル、内省的な題材の歌詞などがあり、アルバムジャケットにはぼやけたような淡い色彩のものや飾り気のない殺風景なデザイン、またはこの二つの要素を足したものが好まれた。概して4ADレーベルがこのジャンルのアーティストを最も多く輩出したことで知られており、他にクリエイションやプロジェクト・レコーズなども多くのドリーム・ポップ・ミュージシャンの育成に貢献している。

### シューゲイザー
1980年代後半-1990年代前半にかけてイギリスで流行したシューゲイザーは、ドリームポップの一部として扱われている。マイ・ブラッディ・ヴァレンタインやライド、スロウダイヴ、ラッシュ、チャプターハウスといったバンドは、ドリーミーなメロディーをフィードバック・ノイズを用いて、攻撃的または幻想的に鳴らした。

### 1990年代～2000年代前半
1990年代～2000年代前半は、シガー・ロス、M83、マーキュリー・レヴ、アソビ・セクス、ミュー、ブロークン・ソーシャル・シーン、シンリシュープリーム、アミューズメント・パークス・オン・ファイアといったバンドが活躍した。この時期はスロウコア、サッドコア、ポストロックといった新たに誕生した音楽ジャンルと混ざり合いながら、シューゲイザー以降の新たな可能性を模索した。

### 2000年代後半～
2008年頃からインディーミュージックシーンでドリーム・ポップが人気になり始める。ピッチフォークといった音楽メディアの後押しもあり、ビーチ・ハウス、バット・フォー・ラッシーズ、ザ・エックス・エックス、シルバーサン・ピックアップス、アニマル・コレクティヴ、ダイヴ、ザ・レディオ・デプトといったバンドが成功を収めている。